# مارتین کافاندو
مارتین کافاندو (انگلیسی: Martin Kafando؛ زادهٔ ۲۴ آوریل ۱۹۸۸) بازیکن فوتبال اهل بورکینافاسو است.
وی همچنین در تیم ملی فوتبال بورکینافاسو بازی کرده است.